# Léon Cheuret
 (juillet 2020).

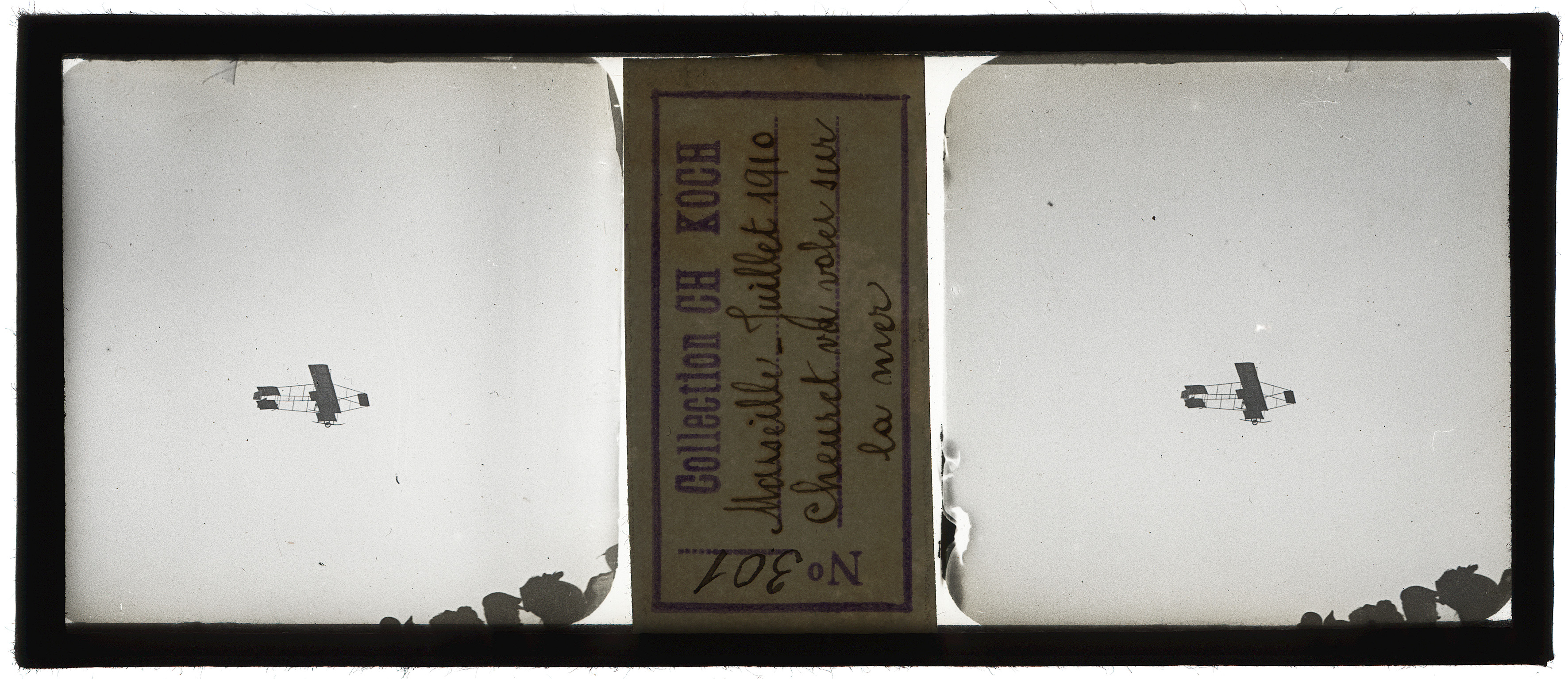
Marseille (Bouches-du-Rhône) : un avion piloté par Louis Cheuret va voler au-dessus de la mer lors de la Semaine d'aviation de 1910 au parc Borély.

Louis Marie Léon Cheuret (né le 11 décembre 1874 à Marseille et mort le 30 mars 1952) est un aviateur français.

## Biographie
Il est le fils de Joseph Antoine, Léon, agent de change de Marseille.
Il est élève officier de la marine marchande à Marseille en 1900. Il sera officier sur plusieurs navires.
Il obtient son brevet de pilote aviateur sous le No 62, sur appareil Henri Farman le 5 mai 1910 à l'aéro-club de France. En 1910, il devient recordman du monde des voyages sur ville avec passagers.
Il est directeur de l’École nationale d'aviation de Bron de juin 1912 à juin 1913. Des pilotes tels que Charles Nungesser ou Adolphe Pégoud furent ses élèves. L'école devenant militaire il ne peut conserver son poste de directeur.
Par la suite, il deviendra directeur de la société des avions Paul Schmitt.

## Distinctions honorifiques
Il est chevalier de la Légion d'honneur le 7 août 1913 puis officier le 8 août 1935.